# Grande Prêmio do Japão de 2019
Grande Prêmio do Japão de 2019 (formalmente denominado Formula 1 2019 Japanese Grand Prix) foi a décima sétima etapa da temporada de 2019 da Fórmula 1. Foi disputada em 13 de outubro de 2019 no Circuito de Suzuka, Suzuka, Japão.

## Relatório

### Antecedentes
Tufão Hagibis
Antes do inicio do primeiro treino livre, a Fórmula 1 decidiu cancelar todas as atividades de pista do sábado, no GP do Japão, em função da passagem do Tufão Hagibis pelo Circuito de Suzuka. Com isso, o treino classificatório será disputado na manhã de domingo, as 10h (às 22h de sábado no horário de Brasília), pouco antes da largada da corrida, às 14h10 (02h10 no horário de Brasília). Por causa das mudanças, o terceiro treino livre, geralmente realizado no mesmo dia da classificação, será cancelado.
Como resultado do impacto previsto para o tufão Hagibis no GP do Japão de 2019 da Fórmula 1, a Mobilityland e a Federação Japonesa de Automobilismo, decidiram cancelar todas as atividades programadas para o sábado, dia 12 de outubro. De olho na segurança dos fãs, dos pilotos e de todos em Suzuka, FIA e a F1 apoiam esta decisão - diz o comunicado oficial.
Em um eventual caso de o treino classificatório não poder ser realizado, por qualquer que seja o motivo, valerá o resultado do segundo treino livre.
Conforme o tufão vai se aproximando de Suzuka, as previsões apontam que uma forte chuva vai chegar à região por volta das 19h (horário local, 7h de Brasília) de sexta-feira, com rajadas de vento de 52 km/h. No sábado, a ventania chegará a aproximadamente 160 km/h, ainda com chuva violenta, o que certamente torna impossível a realização do terceiro treino livre e a classificação.
Esta não é a primeira vez que a classificação para o Grande Prêmio do Japão é adiada por causa de tempestades. Em 2004 e 2010, o treino classificatório foi disputado no mesmo dia da corrida. Nas ocasiões, os vencedores foram Michael Schumacher e Sebastian Vettel.

### Treino Classificatório

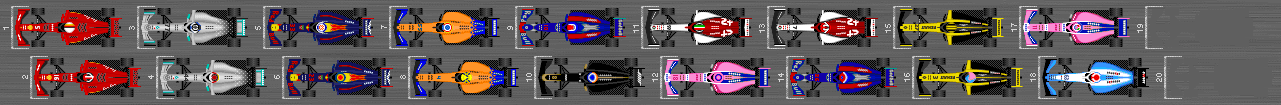
Grid de Largada

Q1
Q2
Q3

### Pós-Corrida
Após o término do Grande Prêmio do Japão, a Racing Point protocolou uma reclamação em relação à Renault, alegando que a equipe teria desenvolvido um sistema pré-definido de ajuste de repartição de frenagem para a distância de uma corrida.
O ajuste automático dessa repartição de frenagem permitiria que os pilotos não precisassem mexer no volante para fazê-la. No relatório que levou à decisão de retirar os pontos dos pilotos, a FIA afirmou que o sistema utilizado pela Renault explora trechos nos textos com múltiplas intepretações, mas não quebra qualquer regulamento técnico.
No entanto, a federação considera que o sistema usado pela Renault nos freios constitui um auxílio ao piloto, evitando que o piloto faça um número maior de ajustes no carro durante uma volta. Assim, estaria ferindo o artigo 27.1 do regulamento, que diz que os pilotos devem guiar os carros sozinhos e sem ajuda.
No dia 23 de outubro de 2019, a FIA (Federação Internacional de Automobilismo) decidiu desqualificar os carros da Renault sob uma suspeita de irregularidade do sistema de freios.

## Pneus
| Nome do composto | Cor | Banda de rolamento | Condições de Tempo | Dry Type                           | Aderência | Longevidade |
| ---------------- | --- | ------------------ | ------------------ | ---------------------------------- | --------- | ----------- |
| Supermacio (C3)  |     | Slick (P Zero)     | Seco               | Supersoft                          | Médio     | Médio       |
| Macio (C2)       |     | Slick (P Zero)     | Seco               | Soft                               | Médio     | Médio       |
| Médio (C1)       |     | Slick (P Zero)     | Seco               | Medium                             | Médio     | Médio       |
| Intermediário    |     | Sulcos (Cinturato) | Molhado            | Intermediate (água não estagnante) | —         | —           |
| Chuva            |     | Sulcos (Cinturato) | Molhado            | Wet (água estagnante)              | —         | —           |

| Escolhas de Pneus de cada piloto para o GP do Japão: | Escolhas de Pneus de cada piloto para o GP do Japão: | Escolhas de Pneus de cada piloto para o GP do Japão: | Escolhas de Pneus de cada piloto para o GP do Japão: | Escolhas de Pneus de cada piloto para o GP do Japão: | Escolhas de Pneus de cada piloto para o GP do Japão: |
| ---------------------------------------------------- | ---------------------------------------------------- | ---------------------------------------------------- | ---------------------------------------------------- | ---------------------------------------------------- | ---------------------------------------------------- |
| Nº                                                   | Pilotos                                              | Equipe(s)                                            | Medio                                                | Macio                                                | Super Macio                                          |
| 44                                                   | Lewis Hamilton                                       | Mercedes                                             |                                                      |                                                      |                                                      |
| 77                                                   | Valtteri Bottas                                      | Mercedes                                             |                                                      |                                                      |                                                      |
| 5                                                    | Sebastian Vettel                                     | Ferrari                                              |                                                      |                                                      |                                                      |
| 16                                                   | Charles Leclerc                                      | Ferrari                                              |                                                      |                                                      |                                                      |
| 23                                                   | Alexander Albon                                      | Red Bull-Honda                                       |                                                      |                                                      |                                                      |
| 33                                                   | Max Verstappen                                       | Red Bull-Honda                                       |                                                      |                                                      |                                                      |
| 3                                                    | Daniel Ricciardo                                     | Renault                                              |                                                      |                                                      |                                                      |
| 27                                                   | Nico Hülkenberg                                      | Renault                                              |                                                      |                                                      |                                                      |
| 8                                                    | Romain Grosjean                                      | Haas-Ferrari                                         |                                                      |                                                      |                                                      |
| 20                                                   | Kevin Magnussen                                      | Haas-Ferrari                                         |                                                      |                                                      |                                                      |
| 55                                                   | Carlos Sainz Jr.                                     | McLaren-Renault                                      |                                                      |                                                      |                                                      |
| 4                                                    | Lando Norris                                         | McLaren-Renault                                      |                                                      |                                                      |                                                      |
| 11                                                   | Sergio Pérez                                         | Racing Point-Mercedes                                |                                                      |                                                      |                                                      |
| 18                                                   | Lance Stroll                                         | Racing Point-Mercedes                                |                                                      |                                                      |                                                      |
| 7                                                    | Kimi Raikkonen                                       | Alfa Romeo Racing-Ferrari                            |                                                      |                                                      |                                                      |
| 99                                                   | Antonio Giovinazzi                                   | Alfa Romeo Racing-Ferrari                            |                                                      |                                                      |                                                      |
| 10                                                   | Pierre Gasly                                         | Toro Rosso-Honda                                     |                                                      |                                                      |                                                      |
| 26                                                   | Daniil Kvyat                                         | Toro Rosso-Honda                                     |                                                      |                                                      |                                                      |
| 88                                                   | Robert Kubica                                        | Williams-Mercedes                                    |                                                      |                                                      |                                                      |
| 63                                                   | George Russell                                       | Williams-Mercedes                                    |                                                      |                                                      |                                                      |

## Resultados

### Treino Classificatório
| 1                        | 5  | Sebastian Vettel   | Ferrari                   | 1:28.988 | 1:28.174 | 1:27.064 | 1   |
| 2                        | 16 | Charles Leclerc    | Ferrari                   | 1:28.405 | 1:28.179 | 1:27.253 | 2   |
| 3                        | 77 | Valtteri Bottas    | Mercedes                  | 1:28.896 | 1:27.688 | 1:27.293 | 3   |
| 4                        | 44 | Lewis Hamilton     | Mercedes                  | 1:28.735 | 1:27.826 | 1:27.302 | 4   |
| 5                        | 33 | Max Verstappen     | Red Bull-Honda            | 1:28.754 | 1:28.499 | 1:27.851 | 5   |
| 6                        | 23 | Alexander Albon    | Red Bull-Honda            | 1:29.351 | 1:28.156 | 1:27.851 | 6   |
| 7                        | 55 | Carlos Sainz Jr.   | McLaren-Renault           | 1:29.018 | 1:28.577 | 1:28.304 | 7   |
| 8                        | 4  | Lando Norris       | McLaren-Renault           | 1:28.873 | 1:28.571 | 1:28.464 | 8   |
| 9                        | 10 | Pierre Gasly       | Toro Rosso-Honda          | 1:29.411 | 1:28.779 | 1:28.836 | 9   |
| 10                       | 8  | Romain Grosjean    | Haas-Ferrari              | 1:29.572 | 1:29.144 | 1:29.341 | 10  |
| 11                       | 99 | Antonio Giovinazzi | Alfa Romeo-Ferrari        | 1:29.604 | 1:29.254 | —        | 11  |
| 12                       | 18 | Lance Stroll       | Racing Point-BWT Mercedes | 1:29.594 | 1:29.345 | —        | 12  |
| 13                       | 7  | Kimi Räikkönen     | Alfa Romeo-Ferrari        | 1:29.636 | 1:29.358 | —        | 13  |
| 14                       | 26 | Daniil Kvyat       | Toro Rosso-Honda          | 1:29.723 | 1:29.563 | —        | 14  |
| 15                       | 27 | Nico Hülkenberg    | Renault                   | 1:29.619 | 1:30.112 | —        | 15  |
| 16                       | 3  | Daniel Ricciardo   | Renault                   | 1:29.822 | —        | —        | 16  |
| 17                       | 11 | Sergio Pérez       | Racing Point-BWT Mercedes | 1:30.344 | —        | —        | 17  |
| 18                       | 63 | George Russell     | Williams-Mercedes         | 1:30.364 | —        | —        | 18  |
| Tempo dos 107%: 1:34.593 |    |                    |                           |          |          |          |     |
| DNQ                      | 20 | Kevin Magnussen    | Haas-Ferrari              | S/Tempo  | —        | —        | 191 |
| DNQ                      | 88 | Robert Kubica      | Williams-Mercedes         | S/Tempo  | —        | —        | PL2 |
| Fonte:                   |    |                    |                           |          |          |          |     |

Notas
- ↑1  – Kevin Magnussen (Haas-Ferrari) punido em 5 posições pela troca de elementos da unidade de potência.[3]

- ↑2  – Robert Kubica (Williams-Mercedes) largou do pit lane devido a troca de chassis.[3]

### Corrida

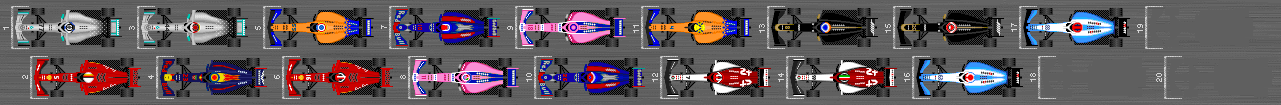
Grid de Largada

| 1                                                                  | 77 | Valtteri Bottas    | Mercedes                  | 52 | 1:21:46.755     | 3  | 25   |
| 2                                                                  | 5  | Sebastian Vettel   | Ferrari                   | 52 | +13.343         | 1  | 18   |
| 3                                                                  | 44 | Lewis Hamilton     | Mercedes                  | 52 | +13.858         | 4  | 15+1 |
| 4                                                                  | 23 | Alexander Albon    | Red Bull Racing-Honda     | 52 | +59.537         | 6  | 12   |
| 5                                                                  | 55 | Carlos Sainz Jr.   | McLaren-Renault           | 52 | +1:09.101       | 7  | 10   |
| 6                                                                  | 16 | Charles Leclerc    | Ferrari                   | 51 | +1 volta1       | 2  | 8    |
| 7                                                                  | 10 | Pierre Gasly       | Scuderia Toro Rosso-Honda | 51 | +1 volta        | 9  | 6    |
| 82                                                                 | 11 | Sergio Pérez       | Racing Point-BWT Mercedes | 51 | +1 volta        | 17 | 4    |
| 9                                                                  | 18 | Lance Stroll       | Racing Point-BWT Mercedes | 51 | +1 volta        | 12 | 2    |
| 10                                                                 | 26 | Daniil Kvyat       | Scuderia Toro Rosso-Honda | 51 | +1 volta        | 14 | 1    |
| 11                                                                 | 4  | Lando Norris       | McLaren-Renault           | 51 | +1 volta        | 8  |      |
| 12                                                                 | 7  | Kimi Räikkönen     | Alfa Romeo-Ferrari        | 51 | +1 volta        | 13 |      |
| 13                                                                 | 8  | Romain Grosjean    | Haas-Ferrari              | 51 | +1 volta        | 10 |      |
| 14                                                                 | 99 | Antonio Giovinazzi | Alfa Romeo-Ferrari        | 51 | +1 volta        | 11 |      |
| 15                                                                 | 20 | Kevin Magnussen    | Haas-Ferrari              | 51 | +1 volta        | 19 |      |
| 16                                                                 | 63 | George Russell     | Williams-Mercedes         | 50 | +2 voltas       | 18 |      |
| 17                                                                 | 88 | Robert Kubica      | Williams-Mercedes         | 50 | +2 voltas       | PL |      |
| Ret                                                                | 33 | Max Verstappen     | Red Bull Racing-Honda     | 14 | Freios          | 5  |      |
| DSQ 3                                                              | 3  | Daniel Ricciardo   | Renault                   | 51 | Desclassificado | 16 |      |
| DSQ 3                                                              | 27 | Nico Hülkenberg    | Renault                   | 51 | Desclassificado | 15 |      |
| Volta mais rápida: Lewis Hamilton (Mercedes) – 1:30.983 (volta 45) |    |                    |                           |    |                 |    |      |
| Fonte:                                                             |    |                    |                           |    |                 |    |      |

Notas
- ↑1  – Charles Leclerc (Ferrari) punido com 5 segundos pela colisão com Max Verstappen (Red Bull Racing-Honda) na primeira volta e 10 segundos por permanecer na pista mesmo com o carro em condições perigosas.[5]
- ↑2  – A bandeira quadriculada foi exibida aos pilotos na volta 52, ao invés da 53, por isso a prova foi encerrada uma volta antes do previsto. Contudo, após receber a bandeirada, Sergio Pérez (Racing Point-BWT Mercedes) envolveu-se em um acidente e abandonou a prova. Por já ter recebido a bandeirada, mesmo erroneamente, a FIA decidiu por manter a nona posição de Pérez.[6]
- ↑3  – Após queixa da Racing Point-BWT Mercedes, a equipe Renault é desclassificada por irregularidade no sistema de freios do carro.[7]

## Curiosidades
- Mercedes é Hexacampeão de Equipe de Construtores na Fórmula 1.
- Terceira vitória de Bottas em 2019 e a sexta na carreira na Fórmula 1.
- Alexander Albon obteve sua melhor posição na Fórmula 1; chegando em 4º

## Voltas na Liderança
| Nº de Voltas | Piloto          | Voltas              |
| ------------ | --------------- | ------------------- |
| 43           | Valtteri Bottas | 1-17, 21-36 e 43-52 |
| 9            | Lewis Hamilton  | 18-20 e 37-42       |

## 2019DHLFastest Pit Stop Award

### Resultado
| 1      |  |  |  |  | 25 |
| 2      |  |  |  |  | 18 |
| 3      |  |  |  |  | 15 |
| 4      |  |  |  |  | 12 |
| 5      |  |  |  |  | 10 |
| 6      |  |  |  |  | 8  |
| 7      |  |  |  |  | 6  |
| 8      |  |  |  |  | 4  |
| 9      |  |  |  |  | 2  |
| 10     |  |  |  |  | 1  |
| Fonte: |  |  |  |  |    |

### Classificação
| Tabela do DHL Fastest Pit Stop Award \| Pos \| Construtor \| Pontos \| \| --- \| ---------- \| ------ \| \| 1 \| \| \| \| 2 \| \| \| \| 3 \| \| \| \| 4 \| \| \| \| 5 \| \| \| \| 6 \| \| \| \| 7 \| \| \| \| 8 \| \| \| \| 9 \| \| \| \| 10 \| \| \| |            |        |
| Pos | Construtor | Pontos |
| 1 |            |        |
| 2 |            |        |
| 3 |            |        |
| 4 |            |        |
| 5 |            |        |
| 6 |            |        |
| 7 |            |        |
| 8 |            |        |
| 9 |            |        |
| 10 |            |        |

## Tabela do campeonato após a corrida
Somente as cinco primeiras posições estão incluídas nas tabelas.
| Pos | Piloto           | Pontos | Var     |
| --- | ---------------- | ------ | ------- |
| 1   | Lewis Hamilton   | 338    | Estável |
| 2   | Valtteri Bottas  | 274    | Estável |
| 3   | Charles Leclerc  | 221    | Estável |
| 4   | Max Verstappen   | 212    | Estável |
| 5   | Sebastian Vettel | 212    | Estável |

| Pos | Construtor         | Pontos | Var     |
| --- | ------------------ | ------ | ------- |
| 1   | Mercedes           | 612    | Estável |
| 2   | Ferrari            | 433    | Estável |
| 3   | Red Bull-TAG Heuer | 323    | Estável |
| 4   | McLaren-Renault    | 111    | Estável |
| 5   | Renault            | 68     | Estável |